# Transmissão continuamente variável

Princípio da variação.

Transmissão continuamente variável (em inglês: continuously variable transmission, CVT) é um tipo de transmissão que simula uma quantidade infinita de relações de marcha, uma vez que funciona com um sistema de duas polias de tamanhos diferentes interligadas por uma correia metálica de alta resistência, em vez de engrenagens com determinados tamanhos. O conceito do CVT foi idealizado por Leonardo da Vinci em 1490, contudo a primeira patente do sistema foi registrada 1886.
É usado principalmente em pequenos veículos como motocicletas, jet skis, karts, snowmobiles e carros de golfe, tem vindo a ser incorporado a veículos maiores como carros de passeio e pickups, é também considerado um tipo de câmbio automático, apesar de seu funcionamento ser diferente.
Nos carros, além da aceleração contínua, sem trancos, o que dá a impressão de que o carro nunca troca de marchas, o sistema CVT, proporciona economia de combustível em relação a todos os outros sistemas anteriores. Sejam sistemas automáticos ou manuais. 
Para entender-se o que é a transmissão CVT é preciso entender o propósito de uma embreagem e um CVT. Uma embreagem basicamente desconecta e liga o motor do resto do trem de força (powertrain) (caixa de câmbio e diferencial) de um veículo. E possui um funcionamento crítico porque o motor ainda está funcionando enquanto o carro está parado.
O CVT, por outro lado, é um tipo de sistema de transmissão. O CVT usa principalmente um tipo de embreagem centrífuga. Ele mantém o CVT desvinculado do motor, a menos que dêmos um leve tranco. Desta forma, podemos ligar o motor e ainda estar parados. Tomando o exemplo de uma scooter, depois de ligar a ignição não nos movemos, mas conforme damos uma leve acelerada começamos a nos mover.
É possível também notar que enquanto em movimento, se soltarmos o acelerador, o veículo se moverá livremente. Isso acontece porque a embreagem centrífuga faz com que o CVT engate no motor somente após uma certa RPM ser dada a ele pelo motor, sem aceleração a RPM do motor não é suficiente para a embreagem ligá-lo ao CVT.
Chegando à construção, uma embreagem centrífuga possui tambores/pesos na extremidade da mola e o rolamento. As molas impedem que os pesos se movam, mas quando a força centrífuga é maior do que esta força da mola, os pesos se movem, fazendo com que o CVT se encaixe no motor. Quando esta força centrífuga cai abaixo do valor limite, o CVT e o motor são desengatados. Lembrando que a força centrífuga depende da rpm do motor, portanto, à medida se acelera, está dando mais rpm ao motor e aumentando a força centrífuga, causando o engate do motor e do CVT. É comum dizer que não há embreagem em veículos que usam CVT (o exemplo mais comum é qualquer scooter) mas na realidade existe uma embreagem que não precisamos operar manualmente, é chamada de embreagem centrífuga.

## Cronologia[3]
- 1490 - Leonardo da Vinci fez um esboço de uma transmissão contínua variável sem degraus.[4] [5]
- 1886 - Registrada a primeira patente de CVT toroidal.
- 1902 - John William Lambert requer a patente da transmissão por disco de atrito.[6] [7]
- 1935 - Adiel Dodge recebe a patente da CVT toroidal.
- 1939 - Introduzido o sistema de caixa totalmente automática baseado em engrenagens planetárias.
- 1958 - DAF (da Holanda) fabrica um carro com câmbio CVT.
- 1989 - O Subaru Justy GL é o primeiro carro vendido nos EUA com câmbio CVT.
- 2002 - O Saturn Vue com uma CVT estréia; é o primeiro Saturn que oferece tecnologia CVT.
- 2004 - A Ford começa a oferecer uma CVT

## Tipos

### VDP (Variable-Diameter Pulley - Polias de Diâmetro Variável)

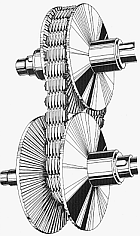
Sistema VDP

É o tipo mais comum de CVT, com duas polias: uma polia de entrada "condutora" variável e uma polia de saída "conduzida" também variável, ligadas por uma correia de metal ou borracha para alta potência.
Consiste na adoção de duas polias com diâmetro variável, as polias são ligadas entre si por uma correia ou por algum outro tipo de acionamento mecânico. A polia principal está ligada ao motor pelo conversor de torque, já a polia secundária está ligada ao sistema diferencial. Conforme uma das polias diminui de diâmetro a outra polia aumenta de diâmetro alterando a relação de transmissão dos eixos. A relação do diâmetro entre as polias e a variação da velocidade de rotação determina a força transmitida para as rodas e faz com que o motor sempre trabalhe na rotação mais próxima do ideal.
É uma transmissão que opera junto de um sistema de polias variando automaticamente em relação a transmissão de forma que se permite uma grande variabilidade entre as marchas mais altas e baixas sem trancos. Os CVTs acabam fornecendo uma potência mais utilizável, mais economia e uma experiência de condução mais suave que as transmissões manuais.

###### Os elementos principais de um CVT:
Embreagem primária
A embreagem primária é uma forma avançada de embreagem centrífuga e normalmente é montada na extremidade de saída do virabrequim do motor. A embreagem tem duas faces de polia; um que é fixo lateralmente (roldana estacionária) e um que pode se mover para dentro e para fora para engatar a correia (roldana móvel). Na maioria dos sistemas, em marcha lenta, as superfícies da roldana são espalhadas em seu maior espaçamento, a correia está girando no poste ou eixo no menor diâmetro da embreagem e a correia não é apertada pelas faces da roldana. Isso fornece uma posição “neutra” que permite que o motor fique em marcha lenta sem transmitir energia para as rodas.
Embreagem secundária
A embreagem secundária é montada no eixo de entrada da transmissão. Nos sistemas CVT modernos, como os usados em veículos de passeio, a embreagem secundária tem duas funções: como “escrava” da embreagem primária e como elemento sensor de torque.
Correia
A correia na maioria dos sistemas CVT é uma “correia em V” para serviço pesado, que é em forma de V na seção transversal. Eles são feitos de componentes de borracha reforçados com Kevlar e outros materiais para aumentar a durabilidade.

### T-CVT (Toroidal CVT)

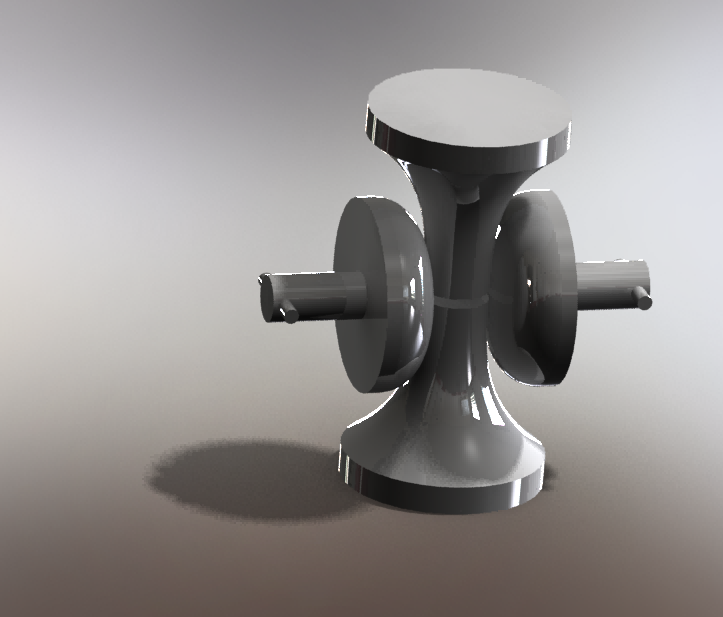
Sistema T-CVT

Feito com discos e roletes, a relação é dada com o movimento dos discos para cima ou para baixo. Estes discos tem por objetivo permitir a variação da velocidade do veículo. Quando um lado do rolo de tração move-se para o centro (lado menor) do disco, a outra extremidade fica em contato com o lado maior do disco, fazendo com que o veículo desacelere. A aceleração do veículo obtém-se quando o rolo de tração está em contato com o lado maior do disco de entrada e a outra extremidade do rolo está em contato com o lado menor do disco de saída. É este sistema que permite uma transmissão com variações rápidas na velocidade. Mesmo sob cargas elevadas, o óleo lubrificante de 1/1000 mm de espessura é formado nos pontos de contato entre os discos e os rolos de tração. Um óleo especial que torna-se sólido sob alta pressão nos pontos de contatos que permite a passagem de força do disco para o óleo e do óleo para os rolos. O filme lubrificante não se rompe em nenhuma condição, evitando, assim, escamamentos. Para se realizar esta aplicação requer, muita precisão dos discos e dos rolos de tração, assim como o óleo de tração com alto coeficiente de atrito.  
Transmissão baseada nas CVTs; O CVT toroidal tem como inovação o uso de rolamentos (dois pares),com o objetivo de variar as relações em vez de corrente ou correia os mais usados. Os rolamentos estabelecem a ligação do eixo de entrada (ou eixo condutor) (ligado ao virabrequim) e o de saída (ou eixo conduzido) (ligado à árvore de transmissão). A variação de relação é obtida pelo ângulo de trabalho formado pelo rolamento. Os CVTs tipo toroidal têm como principal vantagem a possibilidade de trabalhar com torque elevado, o que não ocorre com CVTs de polia de diâmetro variável.

### CVT Cone ou CVT de Fricção

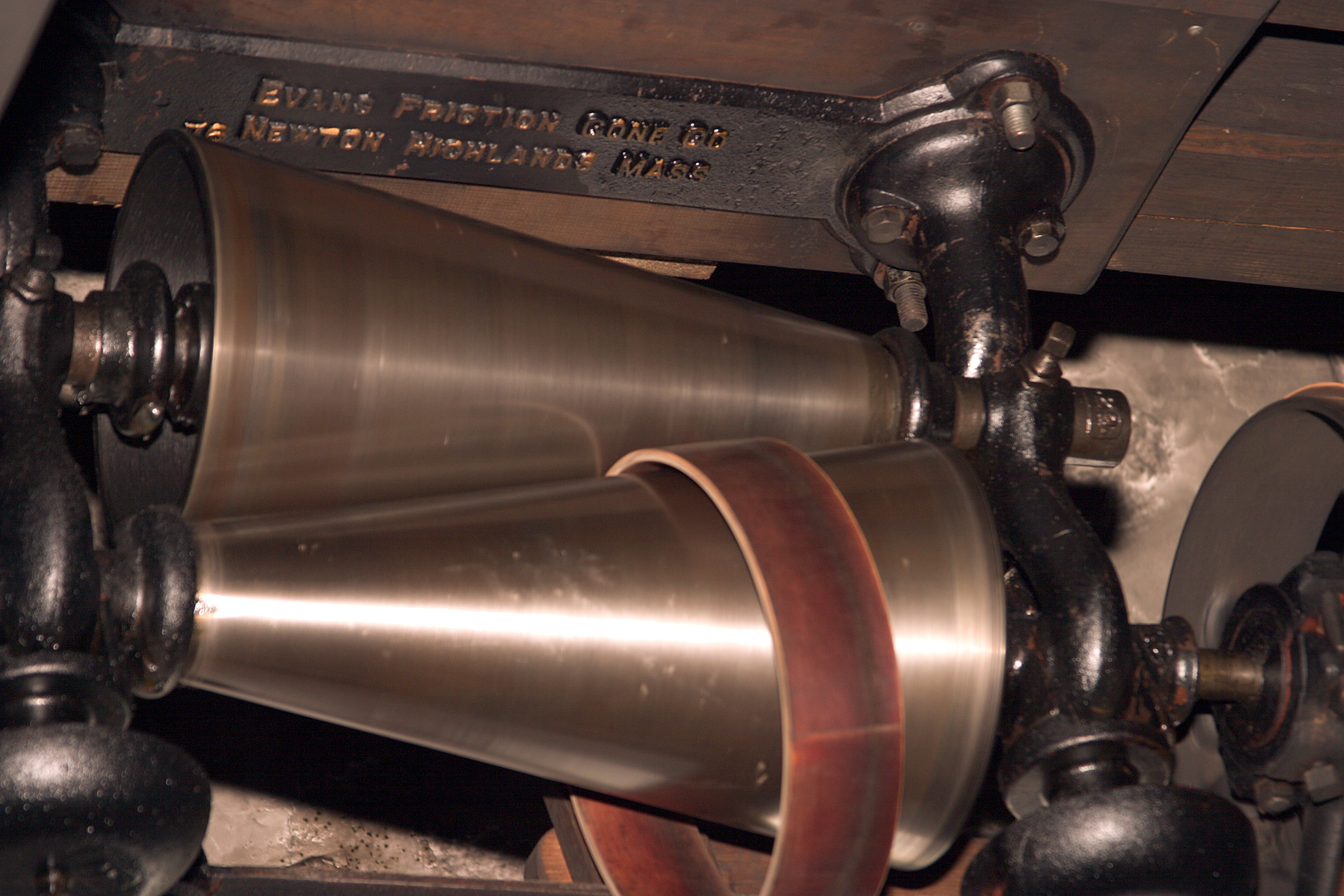

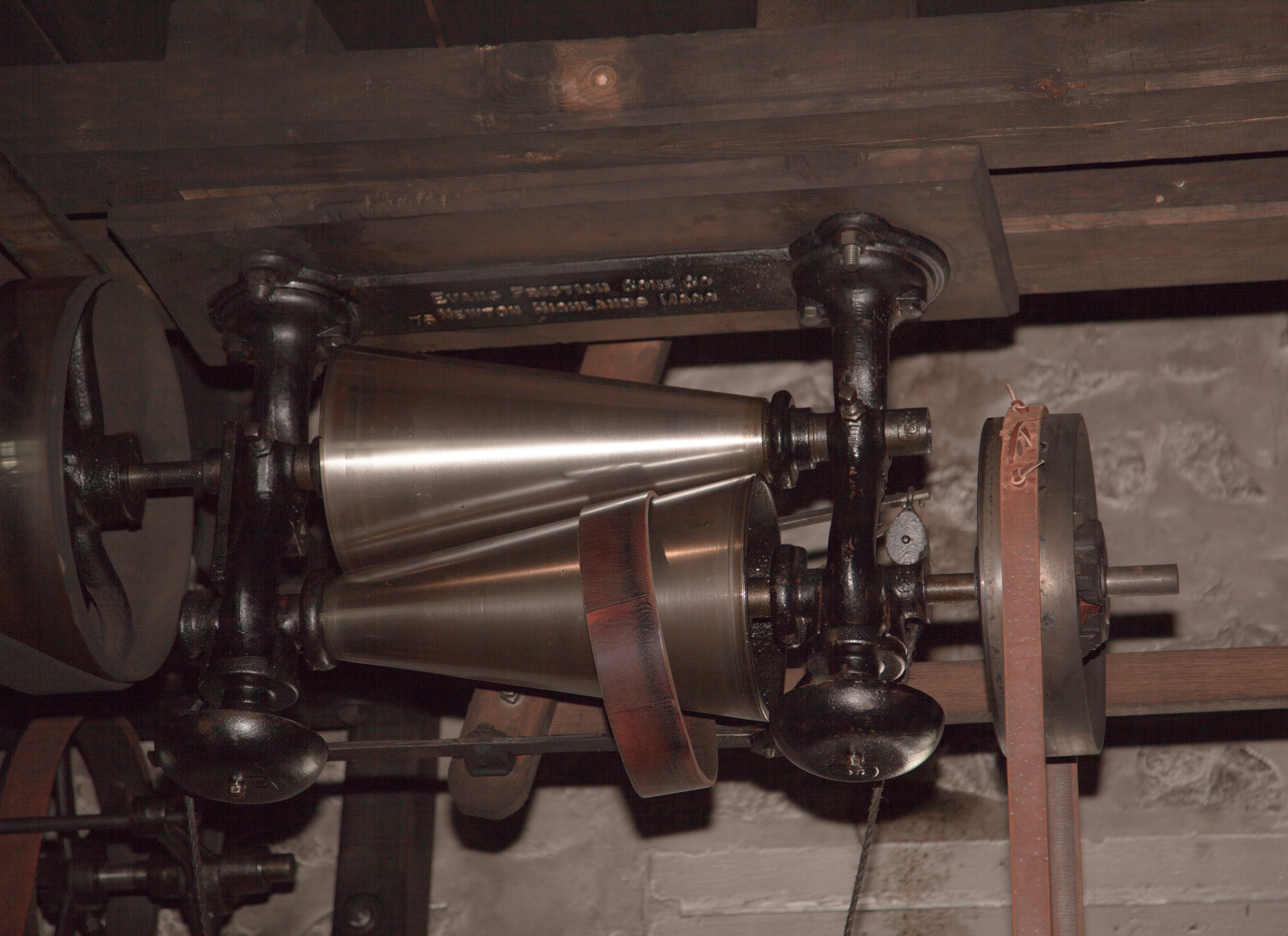

Funciona com dois cones ligados por uma correia. Neste tipo de CVT duas polias rotativas são colocadas em contato em pontos de distância variável de seus eixos de rotação. Desse modo a fricção entre as polias rotativas permite uma transferência de potência de uma polia à outra. Uma correia em V ou uma roda são utilizadas para transferir potencia entre as polias. Se posicionada a roda na extremidade do raio menor do cone condutor a marcha será lenta e de alto torque porém se a roda for posicionada na extremidade de maior raio do cone condutor, gera alta velocidade do cone conduzido e um torque menor.

## Vantagens
| Característica | Benefício                                                                                     |
| --- | --------------------------------------------------------------------------------------------- |
| Aceleração constante, sem trancos, desde a arrancada até a velocidade de cruzeiro.                                        | Elimina o "choque da troca" - roda mais suave                                                 |
| Funciona para manter o carro na sua melhor faixa de potência, independentemente da velocidade em que o carro está andando | Menor consumo de combustível.                                                                 |
| Melhor resposta a mudanças de condições, como acelerador e velocidade                                                     | Elimina a troca de marchas conforme a velocidade diminui, desacelera especialmente em subidas |
| Menor perda de potência com uma CVT do que com uma caixa automática convencional                                          | Melhor aceleração                                                                             |
| Melhor controle da faixa de rotação num motor a gasolina e Pode incorporar versões automatizadas de embreagens mecânicas. | Melhor controle de emissões e Substitui ineficientes conversores de torque                    |

## Métodos
- Por engrenagem epicicloidal — método utilizado por exemplo no Toyota Prius, que utiliza a engrenagem epicicloidal como um dispositivo que permite combinar a potência do motor de combustão com a atuação dos motores/geradores elétricos.[13][14]
- Por múltiplas esferas — desenvolvido pela Fallbrook, que lhe deu o nome comercial de "NuVinci". Trata-se de um mecanismos de transmissão de torque continuamente variável no qual os eixos condutores e conduzidos são conectados por múltiplas esferas. A alteração do eixo de rotação das esferas permite uma variação continua da relação de transmissão.[15][16]